# 艾美·慕琳斯
艾美·慕琳斯（英語：Aimee Mullins）（1976年—），美國運動員、演員和公開演講家。由於她出生時患有某種疾病，導致雙腿膝蓋以下截肢。慕琳斯是第一位在美國國家大學體育協會賽事（簡稱為NCAA）中與一般運動員同場競技的截肢者，也曾參加美國亞特蘭大1996年夏季帕拉林匹克運動會。 1999年，她展開模特兒事業，2002年開啟演藝事業。慕琳斯經常於指標性會議發表演講，例如TED大會。

## 早年生活與教育

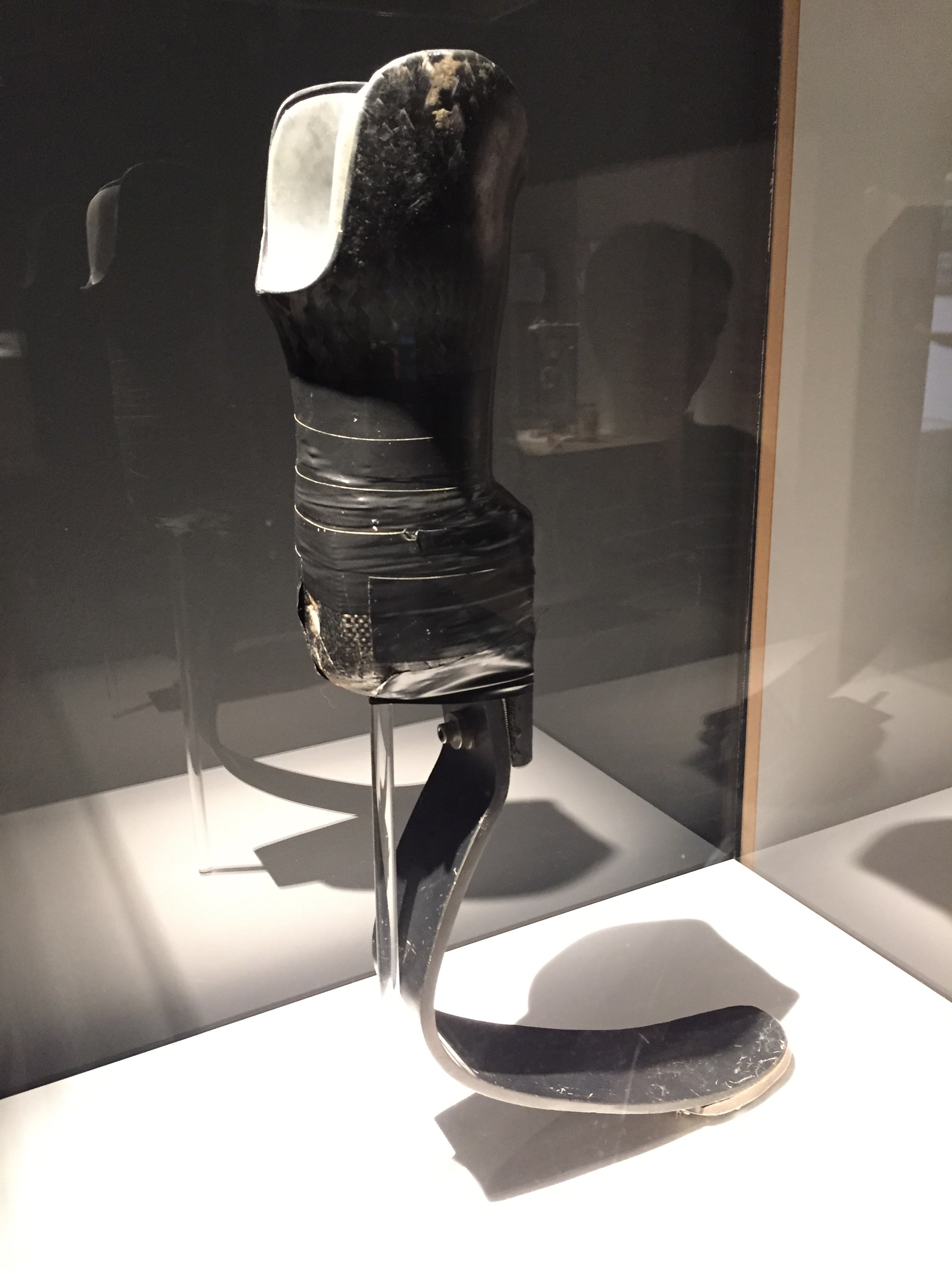
2015年10月，巴塞隆納當代文化中心展出慕琳斯的義肢

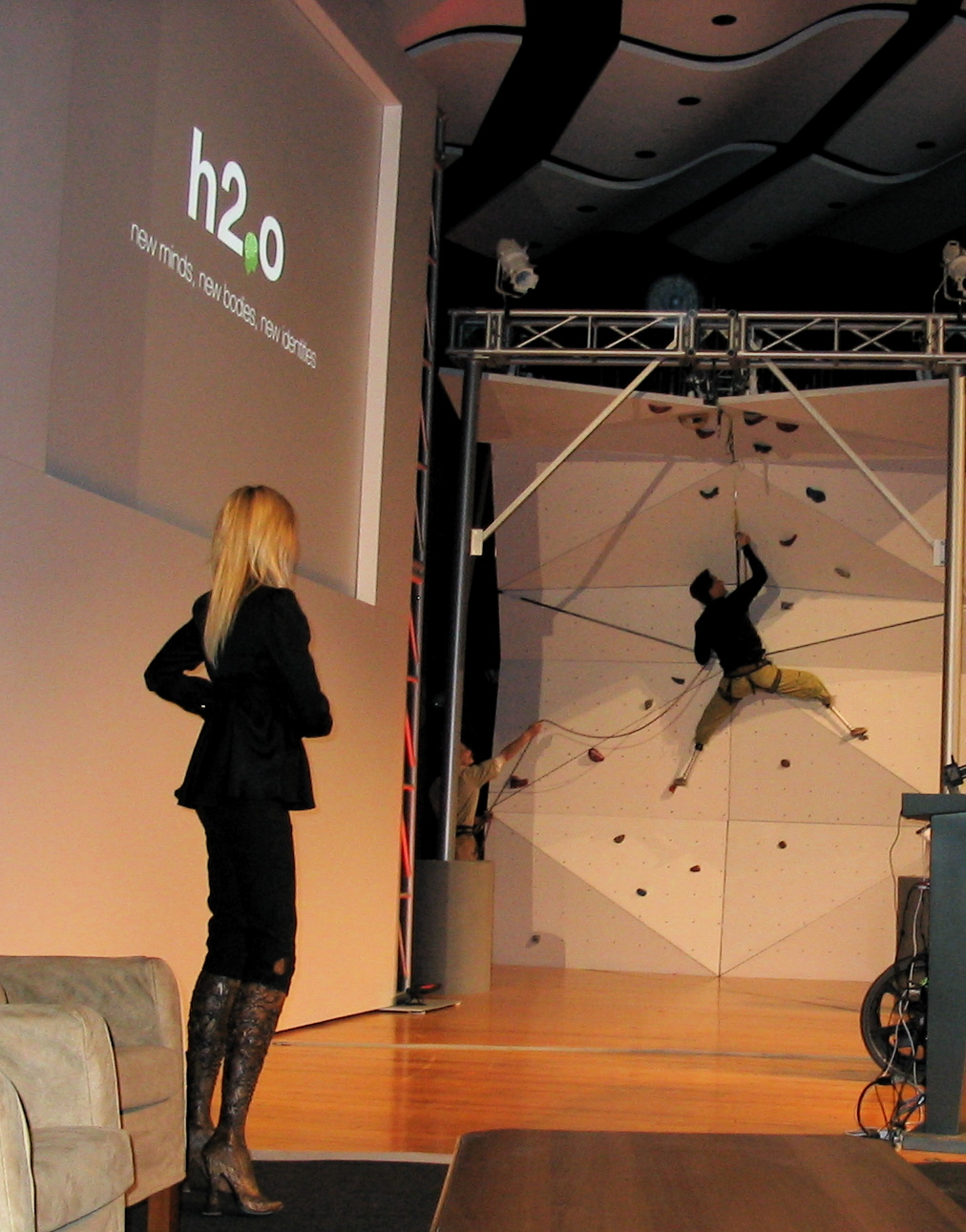
2007年5月9日，慕琳斯在麻省理工媒體實驗室h2.0研討會上觀看專研仿生義肢，雙腿截肢生物物理學家休·赫爾展示攀爬牆面

慕琳斯出生於美國賓州艾倫敦，母親名叫伯納黛特(Bernadette)，父親伯納德(Bernard)來自愛爾蘭克萊爾郡克魯辛。因慕琳斯出生時患有先天性腓骨半肢畸形，也就是腓骨缺失的一種，一歲時就雙腿膝蓋以下截肢；當時父母獲悉她可能畢生都需要使用輪椅，永遠不能走路，但慕琳斯兩歲時學會了用假腿走路，並且從小就開始從事運動和表演。
1993年，慕琳斯畢業於賓州南懷特霍爾鎮的帕克蘭高中，接著就讀於喬治城大學華許外事學院，領取全額獎學金的同時，她也參加美國國家大學體育協會校際體育賽事（簡稱為NCAA）的最高級別NCAA第一級別田徑賽，與身體健全的運動員同場競技。慕琳斯是史上第一位參加NCAA比賽的女性截肢者，也是歷史上第一位參加NCAA一級田徑比賽的截肢者。

## 運動員職業生涯
1996年，慕琳斯參加在美國亞特蘭大舉辦的夏季帕運會，在田徑T42-46級(運動員表現受限包括於不同程度的肢體缺損、因肌肉力量減損或關節攣縮。運動員以站姿進行比賽)的一百公尺短跑賽中跑出了17.01秒成績，並在跳遠F42-46級(運動員表現受限包括於不同程度的肢體缺損、因肌肉力量減損或關節攣縮。運動員以站姿進行比賽)跳遠賽中跳出了3.14公尺記錄。1998年，慕琳斯從田徑賽中退休。

## 慈善事業
2007年至2009年，慕琳斯獲選為美國非營利組織女性體育基金會年度代表，這個組織由前世界網球球后比莉·珍·金創立；慕琳斯至今仍然是女性體育基金會董事會和運動員顧問小組的成員之一。美國體育週刊《運動畫刊》雜誌曾將她譽為「體壇最酷的女孩之一」。德州達拉斯博覽會公園的女性博物館在2011年因資金不足閉館之前，將慕琳斯列為「二十世紀最偉大的女性之一」。
2012倫敦奧運和2012年夏季帕拉林匹克運動會於倫敦舉辦時，慕琳斯和美國女籃球運動員特雷莎·愛德華茲一起受命擔任當時美國代表團的團長。
2012年，當時的美國國務院國務卿希拉蕊·柯林頓召集了當時美國體壇指標性的女性運動員，組成隸屬國務院的透過運動賦權婦女和女童倡議(Empower Women and Girls Through Sports, 縮寫為EWGS)委員會，而慕琳斯也是其中之一。

## 模特兒事業
1999年，慕琳斯登上英國服裝設計師亞歷山大·麥昆的倫敦時裝秀，穿上一雙實心白蠟木手工雕刻的木製義肢和一體式靴子為秀場開場。慕琳斯能藉由更換義肢來改變身高，於172公分和185公分之間自在調整。2009年，慕琳斯擔任服飾品牌肯尼斯·科爾發起的「非制式思維25週年(25 Years of Non-Uniform Thinking)」活動代言人之一，成為美國版廣告看板明星。慕琳斯也曾擔任巴黎萊雅的代言人，受命為萊雅2011年形象大使。

## 從影紀錄
2002年，慕琳斯參演美國藝術家馬修·巴尼的藝術電影《懸絲》，飾演了六個不同的角色，其一是豹女。她的影視作品有《白羅神探》第九季第五集《五隻小豬之歌》(2003年)、《世貿中心》(2006年)、《補償》(2008年)等。她和馬修·巴尼另外合作有《重生之河》(2014年)；另外，她也在NBC電視節目《海盜王國》(2014年)和Netflix戲劇《怪奇物語》(2016年-2022年)中演出。
2010年4月15日，慕琳斯登上美國政論節目《荷伯報告》，提到她擁有12雙義肢，有一些「由博物館收藏著」。

## 演講
慕琳斯經常參與探討身體、身份認同、設計和創新等主題會議，發表相關演講，她在TED大會上的演說迄今已翻譯成42種語言。英國企業家克里斯·安德森宣稱，有些講者啟發他自己向美國建築師暨創辦人理查·沃爾曼買下TED大會，而她正是其中之一。2014年，慕琳斯獲選為TED年度全明星。

## 私生活
2013年，慕琳斯和英國演員魯伯特·佛列德開始約會，2016年結婚。

## 影視作品一覽

### 電影作品
| 年份 | 片名            | 角色名稱                | 備註 |
| ---- | --------------- | ----------------------- | ---- |
| 2003 | 懸絲            | The Entered Novitiate   |      |
| 2006 | Marvelous(電影) | Becka                   |      |
| 2006 | 世貿中心        | 記者                    |      |
| 2008 | 補償            | Raine                   |      |
| 2013 | In the Woods    |                         |      |
| 2014 | 搶劫暴徒        | Carrie                  |      |
| 2014 | 旱地復仇        | Katherine Holm          |      |
| 2014 | 不當好女孩      | Sasha                   |      |
| 2014 | 重生之河        | The Ka of Norman / Isis |      |
| 2015 | STRYKA          | Stryka                  | 短片 |
| 2015 | 立體聲          | Trisha Bontecou         |      |
| 2017 | Rufus           | Celia                   | 短片 |
| 2018 | 瘋人院          | Ashley Brighterhouse    |      |
| 2019 | 醉酒夫妻        | Heidi Bianchi           |      |
| 2023 | 小行星城        | 演員 / 學生             |      |

### 電視作品
| 年份      | 題名                | 角色                                             | 備註                                                    |
| --------- | ------------------- | ------------------------------------------------ | ------------------------------------------------------- |
| 2002      | 懸絲                | The Entered Novitiate / Oonagh MacCumhail        |                                                         |
| 2003      | 白羅神探            | Lucy Crale                                       | 集數："五隻小豬之歌"                                    |
| 2011      | Naked in a Fishbowl | Nance                                            | 集數："The Bold and the Bucious"                        |
| 2014      | 海盜王國            | Antoinette / Woman in White / The Woman-In-White | 4集                                                     |
| 2015      | 麻辣女警俏媽咪      | Connie Baker                                     | 集數："The Mystery of the Exsanguinated Ex"             |
| 2015      | 權欲                | Ellen Wenrich                                    | 集數："Ghost Is Dead"                                   |
| 2016      | 藥命效應            | Dr. Peri                                         | 集數："Hi, My Name Is Rebecca Harris"                   |
| 2016–2017 | 怪奇物語            | Terry / Teresa Ives                              | 6集                                                     |
| 2017      | 怪媽闖蕩記          | Annabelle Hughes                                 | 集數："Homo Erectus"                                    |
| 2019      | 律政狂牛            | Alice Yarrow                                     | 集數："Billboard Justice"                               |
| 2020      | 開發者              | Anya                                             | 3集                                                     |
| 2020      | 馬蓋先              | Jess Miller                                      | 集數："Thief + Painting + Auction + Viro-486 + Justice" |
| 2023      | 別說不可能          | Secretary of State Garrett                       | 集數： "2059: Face Of God"                              |

## 獲獎紀錄
2017年，慕琳斯獲選進入美國國家女性名人堂，2018年5月4日，獲得美國馬薩諸塞州波士頓東北大學贈與的榮譽學位，並發表了致詞演講。

## 外部連結
- 官方网站
- 艾美·慕琳斯在互联网电影资料库（IMDb）上的資料（英文）
- TED上的艾美·慕琳斯
- Aimee Mullins interview （页面存档备份，存于） 在美國時尚運動健康雜誌《悅己（英语：Self (magazine)）》上的訪談影片